# نیکولو فاتزی
نیکولو فاتزی (ایتالیایی: Nicolò Fazzi؛ زادهٔ ۲ مارس ۱۹۹۵) یک بازیکن فوتبال اهل ایتالیا و باشگاه کروتونه است.

## تیم ملی
او سابقه حضور در تیم ملی فوتبال زیر ۲۱ سال ایتالیا را در کارنامه خود دارد.